# Dworzec główny
Dworzec główny (skrót Gł.) – w wielu miastach Polski określenie stosowane do wskazania najważniejszej stacji pasażerskiej (dworzec główny osobowy) lub towarowej (dworzec główny towarowy). Niekiedy stacja określona przymiotnikiem główny spełnia obie te funkcje (np. Piła Główna), w wyjątkowych sytuacjach taki wyróżnik otrzymują także przystanki osobowe (Podkowa Leśna Główna). Stacja Warszawa Centralna również jest dworcem głównym, jednak zyskała inną nazwę gdyż w momencie powstawania istniała już inna stacja, Warszawa Główna.
W wielu krajach, np. w Niemczech czy w Czechach stosuje się podobne określenia dla wyróżnienia najważniejszych stacji, podczas gdy w innych, np. we Francji czy Hiszpanii stacje wyróżniane są w inny sposób, np. przez wskazanie linii kolejowej, na której się znajduje (np. Gare de Lyon w Paryżu) albo nadanie jej patrona (np. Málaga-María Zambrano w Maladze).

## Lista dworców głównych w Polsce
- Bielsko-Biała Główna
- Bydgoszcz Główna
- Gdańsk Główny
- Gdynia Główna
- Iława Główna
- Kielce Główne
- Kłodzko Główne
- Kraków Główny
- Lublin Główny
- Łowicz Główny
- Olsztyn Główny
- Opole Główne
- Piła Główna
- Podkowa Leśna Główna
- Poznań Główny
- Przemyśl Główny
- Radom Główny
- Rzeszów Główny
- Sosnowiec Główny
- Szczecin Główny
- Toruń Główny
- Wałbrzych Główny
- Wrocław Główny
- Zielona Góra Główna